# Corato
Corato – miasto i gmina we Włoszech, w regionie Apulia, w prowincji Bari.
Według danych na styczeń 2009 gminę zamieszkiwały 47 872 osoby przy gęstości zaludnienia 285,5 os./1 km².

## Miasta partnerskie
- Grenoble, Francja